# Municipio de Vasa
El municipio de Vasa (en inglés, Vasa Township) es un municipio del condado de Goodhue, Minnesota, Estados Unidos. Tiene una población estimada, a mediados de 2021, de 860 habitantes.

## Geografía
Está ubicado en las coordenadas 44°30′29″N 92°43′42″O / 44.50806, -92.72833 (44.507933, -92.728229).  Según la Oficina del Censo de los Estados Unidos, tiene una superficie total de 106.6 km², de la cual 106.1 km² corresponden a tierra firme y 0.5 km² son agua.

## Demografía
Según el censo de 2020, en ese momento había 857 personas residiendo en la zona. La densidad de población era de 8.1 hab./km². El 94.75 % de los habitantes eran blancos, el 0.23 % eran afroamericanos, el 0.47 % eran amerindios, el 0.12 % era isleño del Pacífico, el 0.93 % eran de otras razas y el 3.50 % eran de una mezcla de razas. Del total de la población, el 1.05 % eran hispanos o latinos de cualquier raza.